# I denna ljuva sommartid
I denna ljuva sommartid ("Geh' aus, mein Herz, und suche Freud") är en välkänd högsommarpsalm av Paul Gerhardt från år 1653 (med titeln "Sommerlied" och bestod av 15 strofer) som används nästan lika mycket som Den blomstertid nu kommer på skolavslutningarna inför sommarlovet i Sverige. Psalmen är översatt av Joachim von Düben d.ä. år 1725, bearbetad av Christoffer Olofsson Angeldorff år 1855. Ytterligare bearbetad och förkortad (från 10 till 8 strofer) år 1980 av Britt G. Hallqvist. Vers 1–4 på svenska beskriver sommaren som en gåva från Gud, och blickar sedan mot himlen.

## Melodier
Den vanligast förekommande koralmelodin (Ess-dur, 4/4) komponerades 1916 av Nathan Söderblom och används också till Hur härligt vittna land och sjö, Likt vårdagssol i morgonglöd och Lär mig, du skog, att vissna glad. Även Till man och kvinna använder samma melodi.
Psalmen framförs även på en folklig koralmelodi från Malung i Västerdalarna efter Vickes Karin Matsson (f. Persdotter), Idbäck, Malung. Inspelad med dottern Knekt Lydia Eriksson (1968) av Svenskt visarkiv. Melodin gjordes känd för en större allmänhet genom sånggruppen Fjedurs inspelning av koralen i ett arrangemang av Anders Nyberg.
En tonsättning av texten för blandad kör är gjord av Anders Öhrwall.
Ytterligare en tonsättning är gjord av Sofie Livebrant, och inspelad av Sofia Karlsson och Kraja.

## Publikation
- Hemlandssånger (1891) som nr 407 under rubriken "Kärleken".
- Söndagsbladet, nr 4, 1909 under rubriken Sommarpsalm och har där 11 verser och är översatt av Axel Fredrik Runstedt.
- Nya psalmer 1921 som nr 643 under rubriken Tidens skiften: Årets tider: Sommaren.
- Sionstoner (1935) som nr 757 under rubriken Årets tider.
- 1937 års psalmbok som nr 475 under rubriken Sommaren.
- Psalmer för bruk vid krigsmakten (1961) som nr 475 med verserna 1–5.
- Frälsningsarméns sångbok 1968 som nr 646 under rubriken "Speciella Sånger – Årstiderna"
- Den svenska psalmboken 1986 som nr 200  under rubriken Årstiderna.
- Lova Herren (1988) som nr 788 under rubriken Årets tider.
- Sångboken (1998) som nr 52.
- Barnens svenska sångbok, 1999, under rubriken "Året runt".
- Svensk psalmbok för den evangelisk-lutherska kyrkan i Finland (1986) som nr 534 under rubriken "Årets tider"
- Hela familjens psalmbok 2013 som nummer 103 under rubriken "Hela året runt".[2]

## Inspelningar
Flera tidiga inspelningar utkom på skiva under 1950.
- Vickes Karin Matssons version
  - Folkmusik i Sverige 4: Husandakt, Caprice RIKS LPF4/10 (1975; inspelad 1968–1974). Sång: Knekt Lydia Eriksson.[4]
  - Fjedur – Four Leaf Clover, 1979 (arr. Nyberg)
- Nathan Söderbloms version
  - Anders Widmark Trio – Psalmer, 1997[5]
  - Göteborgs Gosskör – Med lust och fägring stor, 1998[5]
  - The Real Group – Stämning, 2002[6]
  - Stockholms kammarkör på Absolute Sommar, samlingsskiva i Absolute-serien, 2009.[7]
  - Uti vår hage, skivbolaget Naxos, 2008[8] (Söderbloms version)
  - Adolf Fredriks flickkör på Bröllopsmusiken från Storkyrkan, 2010[9]
  - Johanna Grüssner och Mika Pohjola - Svenska psalmer/Swedish Hymns, 2013.
- Sofie Livebrants version
  - Sofia Karlsson – Folk Songs, 2002[9]
  - Kraja – Vackert väder, 2005. (arr. Kraja)